# 신호동
신호동(新湖洞)은 부산광역시 강서구의 행정동이자 법정동이다. 본래 행정동 녹산동 관할이었으나, 인구 증가로 2025년 1월 1일에 별도의 행정동으로 분리되었다.

## 법정동
- 신호동(新湖洞)

## 기업
- 르노코리아

## 교육
- 송정초등학교
- 신호초등학교
- 신호중학교